# カサ・テクレベルハン・ガブラヒウォット
カサ・テクレベルハン・ガブラヒウォット（アムハラ語: ካሣ ተክለብርሃን ገብረሂወት、英語: Kassa Tekleberhan Gebrehiwot）は、エチオピアの政治家、元駐米大使、元駐日大使。アムハラ州ソコタ出身。

## 経歴
1974年から1991年にかけて、ソビエト連邦の支援を背景にデルグが独裁体制を敷いていたが、この共産主義体制と戦っていたアムハラ民族民主運動（ANDM）に参加することでカサは政治活動に身を投ずる。デルグによる支配体制が崩壊した後は、国防省と故郷アムハラ州で官僚として奉職。次いで、エチオピアの上院である連邦院の政治家となり、2015年10月には連邦・牧畜地域開発大臣を拝命して農村開発に取り組んだ。
また、2006年にはカリフォルニア州アズサのアズサ・パシフィック大学（APU）で管理型リーダーシップの修士を取得している。
2017年12月11日、カサは信任状の真正な写しをアメリカ合衆国国務省に提出。2018年1月14日、ホワイトハウスでドナルド・トランプ米大統領に信任状を捧呈し、駐米大使として正式に就任した。
2019年3月27日、次期駐日大使として日本に着任。同年7月4日、皇居で信任状を捧呈して駐日大使として正式に就任した。同年8月には平和記念式典の開かれた広島と平和祈念式典の開かれた長崎を訪問し、8月8日には長崎市松山町の平和公園の原爆落下中心地碑で献花して犠牲者を追悼した上で、「現在は困難な部分もあるが、核兵器のない世界を日本と共に目指す。必要なのは世界の人々の協同だ」と述べて核廃絶に対する共感と支持を表明した。
2019年10月22日、皇居正殿松の間で今上天皇の即位礼正殿の儀が執り行われ、ムラトゥ・テショメ元大統領・元駐日大使と共に参列した。
2021年9月13日、駐日大使離任に当たって鷲尾英一郎外務副大臣を表敬訪問した。